# Campeonato Mundial de Parkour de 2024
El II Campeonato Mundial de Parkour se celebró en Kitakyushu (Japón) entre el 15 y el 17 de noviembre de 2024 bajo la organización de la Federación Internacional de Gimnasia (FIG) y la Federación Japonesa de Gimnasia.
Las competiciones se realizaron en el parque Katsuyama de la ciudad japonesa.

## Medallistas

### Masculino
| Evento               | Oro                                | Plata                             | Bronce                                     |
| -------------------- | ---------------------------------- | --------------------------------- | ------------------------------------------ |
| Velocidad (17.11)    | Caryl Cordt-Moller · Suiza · 27,70 | Andrea Consolini · Italia · 27,70 | Jaroslav Chum · República Checa · 28,66    |
| Estilo libre (16.11) | Elis Torhall · Suecia · 32,70      | Mutsuhiro Shiohata Japón 30,90    | Tangui van Schingen · Países Bajos · 29,60 |

### Femenino
| Evento               | Oro                         | Plata                               | Bronce                              |
| -------------------- | --------------------------- | ----------------------------------- | ----------------------------------- |
| Velocidad (16.11)    | Ella Bucio · México · 38,26 | Audrey Johnson Estados Unidos 38,62 | Miranda Tibbling · Suecia · 39,55   |
| Estilo libre (17.11) | Shang Chunsong China 33,10  | Ella Bucio · México · 30,20         | Audrey Johnson Estados Unidos 27,40 |

## Medallero
| Núm. | País            | Oro | Plata | Bronce | Total |
| ---- | --------------- | --- | ----- | ------ | ----- |
| 1    | México          | 1   | 1     | 0      | 2     |
| 2    | Suecia          | 1   | 0     | 1      | 2     |
| 3    | China           | 1   | 0     | 0      | 1     |
| 3    | Suiza           | 1   | 0     | 0      | 1     |
| 5    | Estados Unidos  | 0   | 1     | 1      | 2     |
| 6    | Italia          | 0   | 1     | 0      | 1     |
| 6    | Japón           | 0   | 1     | 0      | 1     |
| 8    | Países Bajos    | 0   | 0     | 1      | 1     |
| 8    | República Checa | 0   | 0     | 1      | 1     |
|      | TOTAL           | 4   | 4     | 4      | 12    |